# Шугар-Гроув (Вірджинія)
Шугар-Гроув (англ. Sugar Grove) — переписна місцевість (CDP) в США, в окрузі Сміт штату Вірджинія. Населення — 610 осіб (2020).

## Географія
Шугар-Гроув розташований за координатами 36°46′9″ пн. ш. 81°24′25″ зх. д. / 36.76917° пн. ш. 81.40694° зх. д. (36.769289, -81.406907).  За даними Бюро перепису населення США в 2010 році переписна місцевість мала площу 7,55 км², з яких 7,55 км² — суходіл та 0,01 км² — водойми.

## Демографія
Згідно з переписом 2010 року, у переписній місцевості мешкало 758 осіб у 304 домогосподарствах у складі 204 родин. Густота населення становила 100 осіб/км².  Було 374 помешкання (50/км²).
Расовий склад населення:
| - 95,1 % — білих - 2,1 % — чорних або афроамериканців - 0,4 % — корінних американців - 0,1 % — азіатів |

До двох чи більше рас належало 2,1 %. Частка іспаномовних становила 1,1 % від усіх жителів.
За віковим діапазоном населення розподілялося таким чином: 25,3 % — особи молодші 18 років, 59,3 % — особи у віці 18—64 років, 15,4 % — особи у віці 65 років та старші. Медіана віку мешканця становила 38,1 року. На 100 осіб жіночої статі у переписній місцевості припадало 104,9 чоловіків;  на 100 жінок у віці від 18 років та старших — 100,0 чоловіків також старших 18 років.
Середній дохід на одне домашнє господарство  становив 32 196 доларів США (медіана — 26 522), а середній дохід на одну сім'ю — 41 091 долар (медіана — 40 893). Медіана доходів становила 30 066 доларів для чоловіків та 30 924 долари для жінок. За межею бідності перебувало 21,1 % осіб, у тому числі 46,7 % дітей у віці до 18 років та 12,0 % осіб у віці 65 років та старших.
Цивільне працевлаштоване населення становило 192 особи. Основні галузі зайнятості: виробництво — 47,4 %, роздрібна торгівля — 35,4 %, освіта, охорона здоров'я та соціальна допомога — 13,0 %, мистецтво, розваги та відпочинок — 4,2 %.